# Спинола, Никколо
Никколо Спинола (итал. Nicolò Spinola; Генуя,1677 — Генуя, 1743) — дож Генуэзской республики.

## Биография
Родился в Генуе в 1677 году в семье Франческо Мария Спинола и Марии Катарины Негроне. Юность и молодость провел в Риме, в колледже Клементино. Вернувшись в Геную, получил свою первую государственную должность. Служил чрезвычайным послом в Вене, урегулируя вопрос о землях маркизата Финале, переданного императором генуэзцам за несколько лет до того.
Был избран дожем 16 февраля 1740 года, 155-м в истории Генуи, став одновременно королём Корсики. Во время его правления на Корсике продолжались восстания против генуэзского господства. Вспышка военных действий между Францией Людовика XV и Марией Терезией Австрийской заставили французов - союзников Генуи - вывести свои войска с Корсики и перебросить их через Альпы. Генуэзцы не смогли в полной мере заместить французский гарнизон своими солдатами. Пользуясь ситуацией, бей Туниса с флотом из двадцати двух галер легко захватил остров Табарка, принадлежавший генуэзскому патрицию Джакомо Ломеллини. Дож также принимал участие в празднествах в базилике Санта-Мария-Ассунта в Кариньяно по поводу канонизации святого Алессандро Саули (23 апреля 1741).
Его мандат завершился 19 февраля 1742 года, после чего он вернулся к частной жизни во дворце Пеличеррия (изначально принадлежал его жене Магдалене Дориа).
Умер в Генуе в 1743 году и был погребен в церкви Сан-Франческо-ди-Кастеллетто.